# Johannes Jacobus Cannegieter
Johannes Jacobus Cannegieter (Schingen, 20 juni 1841 - Egmond aan Zee, 14 september 1920) was een Nederlands bestuurder. Hij was burgemeester van Wedde (1877-1879) en Ferwerderadeel (1879-1915).

## Biografie
Johannes Jacobus Cannegieter was een telg uit het patriciërsgeslacht Cannegieter, dat meerdere predikanten en bestuurders in Groningen en Friesland heeft voorgebracht. Hij werd in 1841 te Schingen geboren als oudste zoon van de hervormde predikant Hendrik Cannegieter (1816-1891). Ook zijn overgrootvader Hendrik Cannegieter (1757-1826) en grootvader van moederszijde, Jan Meijer, waren predikant. Zijn jongere broer Tjeerd Cannegieter werd eveneens theoloog, predikant en hoogleraar. Het gezin woonde achtereenvolgens in Schingen, Metslawier en Wolsum, alvorens het naar het Groningse 't Zandt verhuisde.
Cannegieter was van 1877 tot 1879 burgemeester van Wedde, waarna van 1879 tot 1915 Ferwerderadeel volgde. Hij verbleef een periode van zijn tijd daar in Het Wapen van Ferwerderadeel aan de Hoofdstraat in Ferwerd. Gedurende zijn 36-jarige ambtsperiode was hij onder meer betrokken bij de ontwikkeling van de vaarten, verbeteringen aan wegen en bruggen, de aansluiting op de spoorlijn Leeuwarden - Anjum (met station Ferwerd en Blija), de woningbouw en de armenverzorging.
Cannegieter overleed te Egmond aan Zee in de leeftijd van 79 jaar en ligt begraven op de algemene begraafplaats aldaar.